# Dóra Molnár
Dóra Molnár (Budapest, 29 de junio de 2006) es una deportista húngara que compite en natación, especialista en el estilo espalda.
Ganó una medalla de plata en el Campeonato Mundial de Natación en Piscina Corta de 2024 y tres medallas en el Campeonato Europeo de Natación, en los años 2022 y 2024.

## Palmarés internacional
| Campeonato Mundial en Piscina Corta | Campeonato Mundial en Piscina Corta | Campeonato Mundial en Piscina Corta | Campeonato Mundial en Piscina Corta |
| Año                                 | Lugar                               | Medalla                             | Prueba                              |
| ----------------------------------- | ----------------------------------- | ----------------------------------- | ----------------------------------- |
| 2024                                | Budapest (Hungría)                  | Medalla de plata                    | 4 × 200 m libre                     |
| Campeonato Europeo                  |                                     |                                     |                                     |
| Año                                 | Lugar                               | Medalla                             | Prueba                              |
| 2022                                | Roma (Italia)                       | Medalla de bronce                   | 200 m espalda                       |
| 2024                                | Belgrado (Serbia)                   | Medalla de plata                    | 200 m espalda                       |
| 2024                                | Belgrado (Serbia)                   | Medalla de plata                    | 4 × 200 m libre                     |